# Coronación de Carlos V

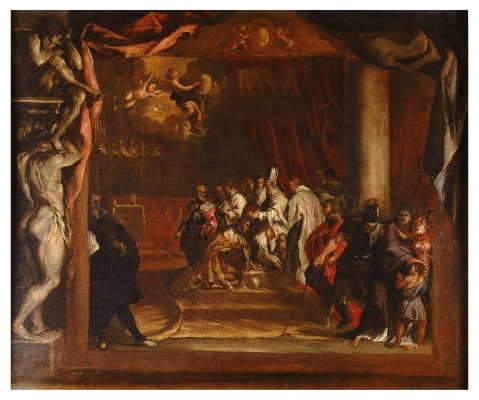
Luigi Scaramuccia. Coronación de Carlos V como Emperador del Sacro Imperio Romano Germánico, 1661. Boceto para los frescos de la Sala Farnese del Palazzo d'Accursio de Bolonia. Género Bononiae Collezioni.

Carlos V fue coronado Emperador del Sacro Imperio Romano Germánico por el Papa Clemente VII en la Basílica de San Petronio en Bolonia el 24 de febrero de 1530. Fue el último emperador del Sacro Imperio Romano Germánico en ser coronado por un Papa.

## Contexto de la coronación

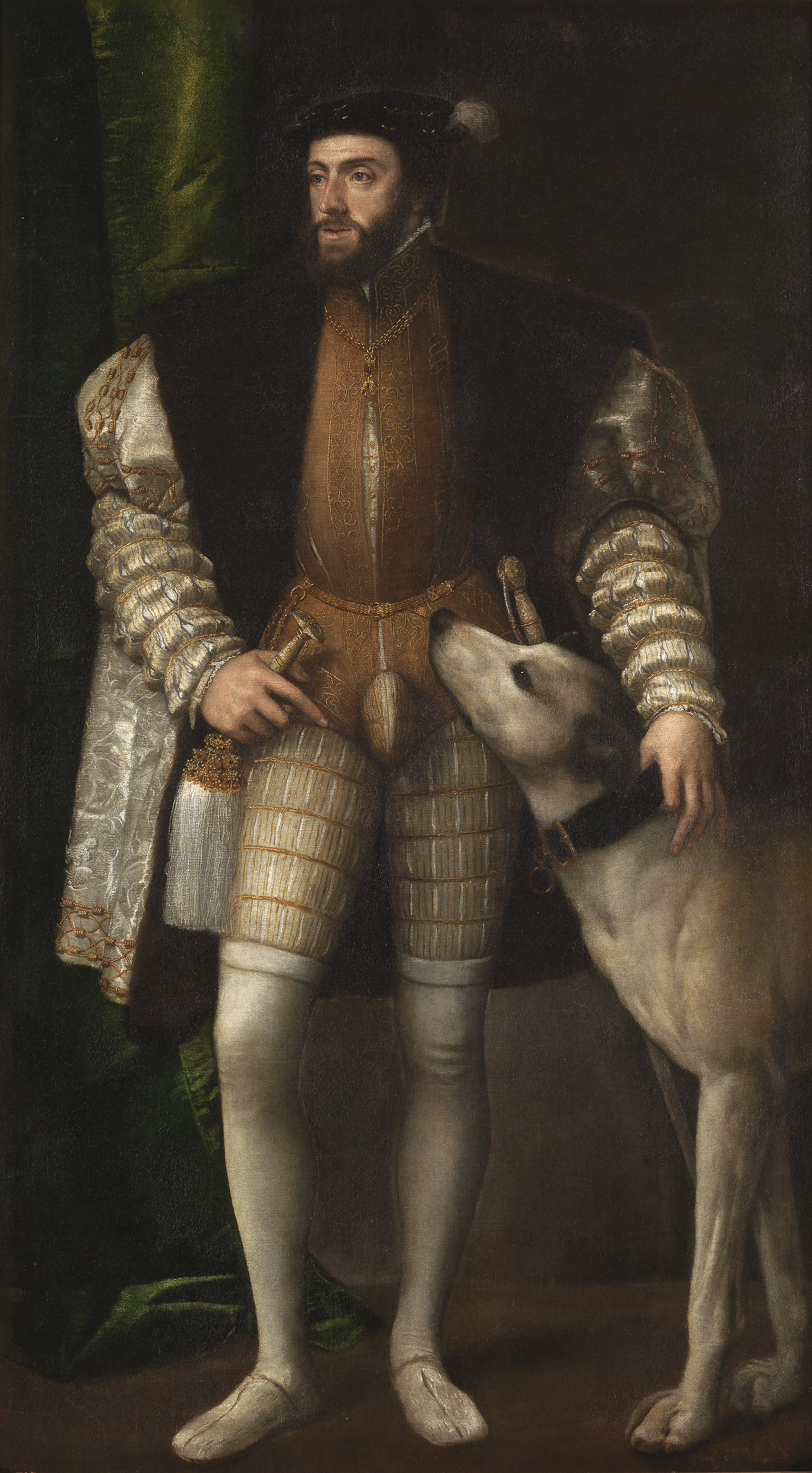
Tiziano Retrato de Carlos V con un perro. El retrato que ahora se encuentra en el Museo del Prado se inició en Bolonia en 1530, con motivo de la coronación de Carlos V.

El Papa Clemente VII Medici y Carlos V acordaron la coronación imperial como medio para sanar los conflictos políticos y religiosos que habían dividido al mundo italiano y europeo y para alcanzar una "paz universal" en el Occidente cristiano que asegurara una defensa más eficaz contra la agresión turca que había llegado a las puertas de Viena en 1529. Los preparativos del encuentro entre los dos soberanos tropezaron con dificultades y retrasos debido al escepticismo del Papa ante las propuestas de Carlos V. Una de las preocupaciones, entre otras, era el lugar de este encuentro. El Papa Clemente VII prefería Roma, pero Carlos V eligió en su lugar Bolonia, dado que muchos romanos culpaban a Carlos del Saqueo de Roma (1527), llevado a cabo por sus tropas amotinadas. Este momento de conflicto extremo entre el Papado y el Imperio dio lugar a una intensa actividad diplomática durante 1529, un acercamiento de las partes adversas que allanó el camino para su encuentro en Bolonia.

## Llegada de Clemente VII y Carlos V a Bolonia

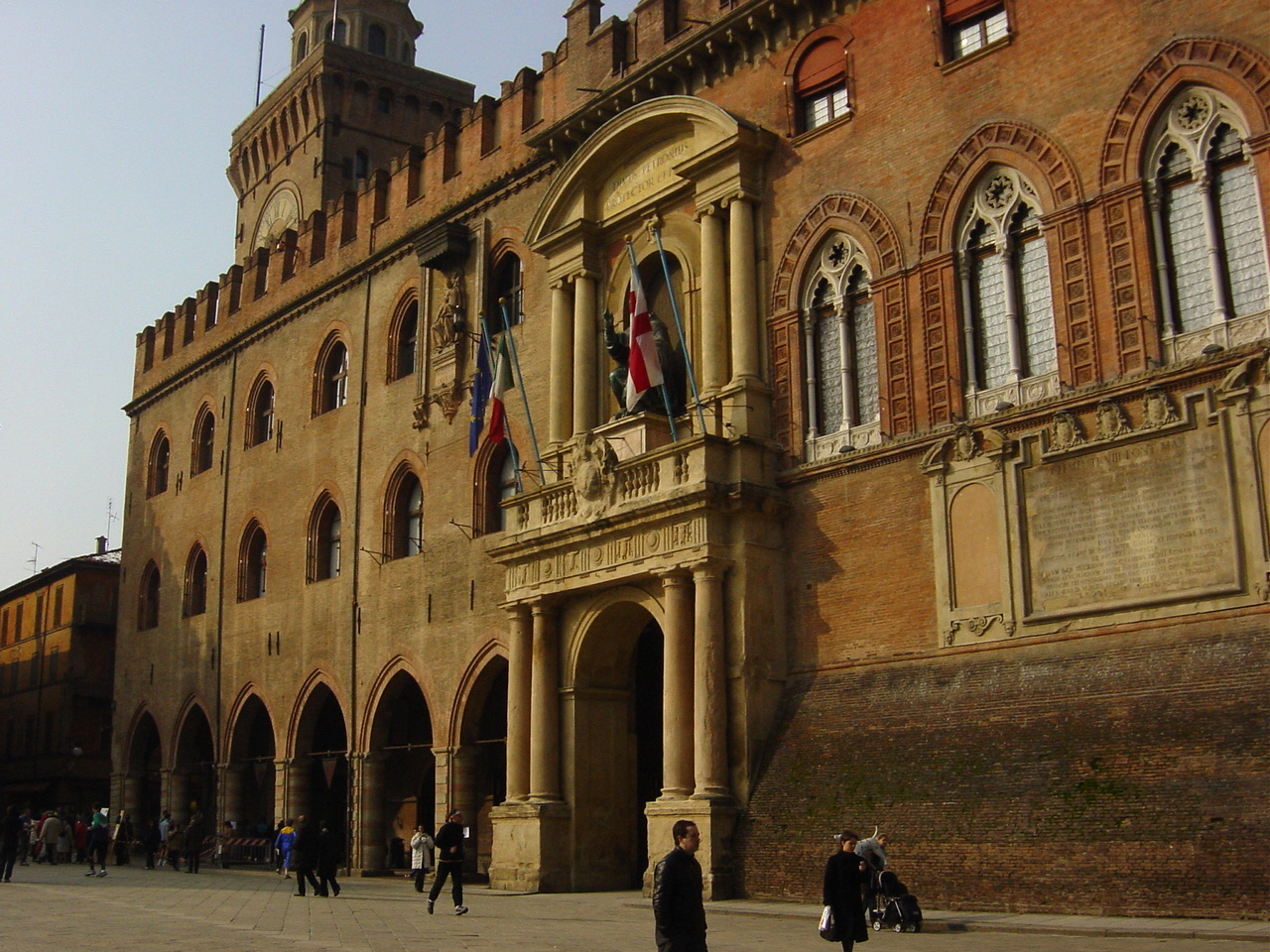
Palazzo d'Accursio en Bolonia donde se alojaron Carlos V y el Papa Clemente VII en 1529-1530 con motivo de la coronación.

Nobleza y laicos se prepararon durante los últimos meses de 1529 para recibir al Papa y al futuro Emperador con sus amplísimas comitivas. La ciudad se convirtió en una especie de teatro del mundo, donde se pusieron a prueba las habilidades artesanales y artísticas de los boloñeses. Fue una ocasión prestigiosa que recibió críticas positivas, aunque nadie había previsto que los invitados se quedaran tanto tiempo como lo hicieron. Clemente VII llegó a Bolonia el 20 de octubre de 1529, atravesando las tierras de su estado: las fuentes oficiales de la época escribieron que el Papa fue recibido espléndidamente, pero no sin reservas por parte del populacho, debido a los impuestos que impuso para montar una cruzada contra los turcos. Carlos V viajó por mar desde Barcelona a Génova y continuó por Piacenza, Reggio Emilia, Castelfranco Emilia y Borgo Panigale para llegar a Bolonia el 5 de noviembre siguiente: "... a su llegada el emperador hizo descargar toda la artillería, y en la plaza frente al Palacio del Podestá se instaló una fuente en forma de águila negra en medio de dos leones. El águila vertía vino tinto durante todo el día, uno de los leones vertía vino blanco y el otro agua. Y fue algo muy gratificante para el Landsknechte, que en las cercanías asó una pacala llena de diferentes animales con cuernos y patas de oro. Y desde la pacala se arrojaba pan, queso y carne...". Tanto el Papa Clemente como el Emperador Carlos se alojaron en el Palazzo Pubblico, hoy Palazzo d'Accursio, en habitaciones contiguas que permitían a los soberanos y a sus principales representantes reunirse con frecuencia entre los distintos actos y ceremonias. El 30 de enero de 1530 se acordó la fecha de la coronación para el 24 de febrero siguiente (cumpleaños del emperador). La elección del lugar recayó en la Basílica de San Petronio, el edificio religioso más grande y espacioso, profundamente arraigado en la tradición de la ciudad de Bolonia.

## La Corona de Hierro
El 22 de febrero, dos días antes de la coronación imperial, Carlos V recibió la Corona de Hierro de Lombardía en la Capilla del Legado, hoy Capilla Farnese en el Palazzo d'Accursio: ". . . Su Majestad se levantó de su silla, y fue a ver a Nuestro Señor y le besó el pie, y después la espada, el mundo, el cetro y la corona fueron llevados ante Su Santidad, y Su Majestad estuvo siempre de rodillas a los pies de Nuestro Señor y Su Santidad leyó ciertas oraciones: primero tomó la espada desnuda, la bendijo, y la puso en las manos de Su Majestad, quien la volvió a enfundar, y Nuestro Señor con sus manos le puso el cinturón, y luego Su Majestad se puso de pie, y la sacó de su vaina, y tres veces la blandió, luego la volvió a poner, y habiendo hecho esto, de nuevo Su Majestad volvió a los pies de Nuestro Señor, y su santidad le puso la corona de hierro en la cabeza, y luego tomó el mundo, y el cetro, y se lo dio a Su Majestad mientras seguía leyendo oraciones. .. Y terminadas las ceremonias, Nuestro Señor y Su Majestad salieron de la capilla ... y se fueron de la mano a sus habitaciones" 

## La Corona Imperial

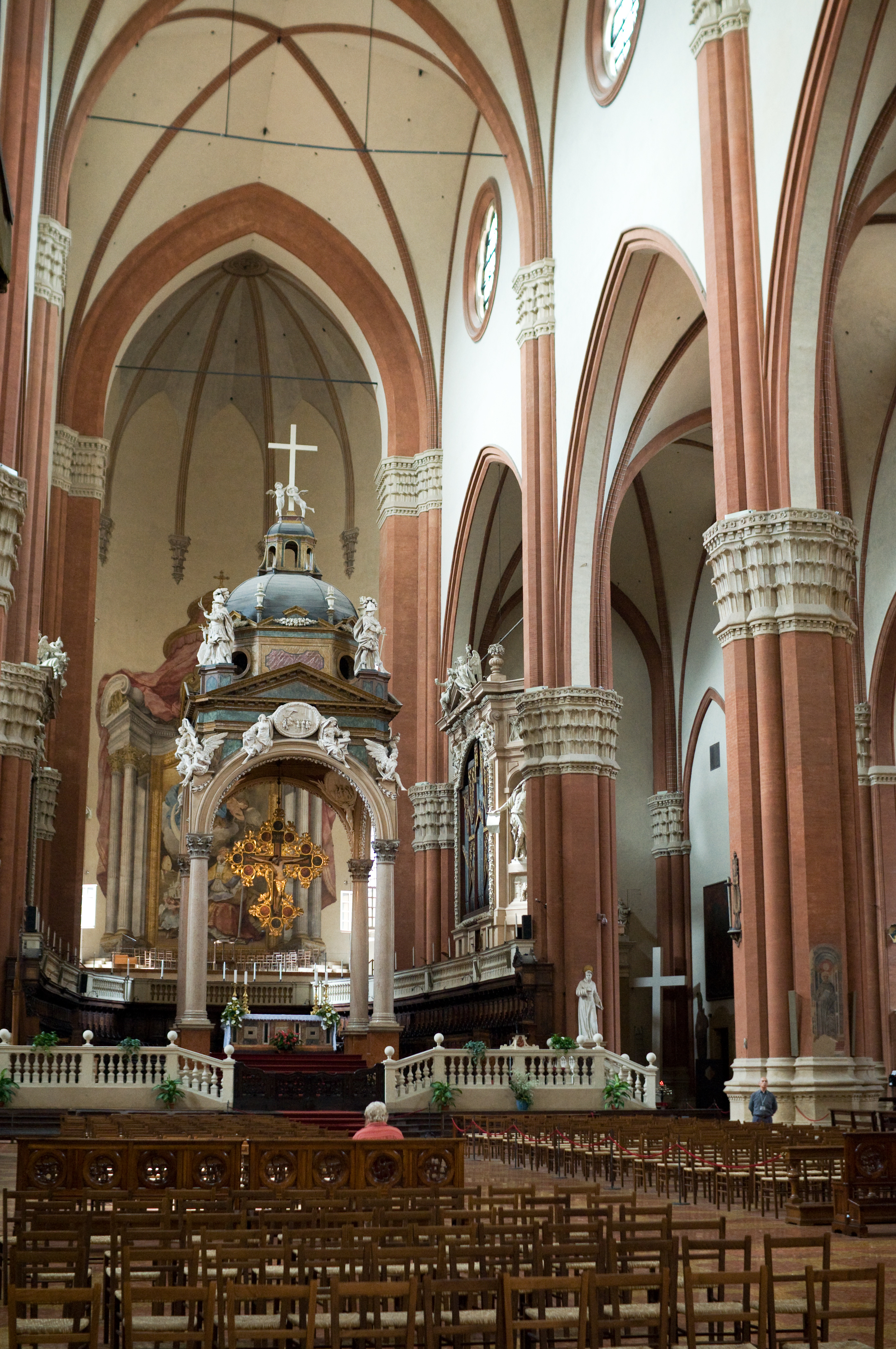
Basílica de San Petronio en Bolonia, donde Carlos V fue coronado Emperador del Sacro Imperio Romano Germánico por el Papa Clemente VII el 24 de febrero de 1530.

Con motivo de la coronación del 24 de febrero -cumpleaños del emperador- en San Petronio, para hacer más visible la procesión de los soberanos y los poderosos, se levantó un puente que conectaba las habitaciones del palacio público en el que se alojaban Carlos V y Clemente VII con la basílica de San Petronio:

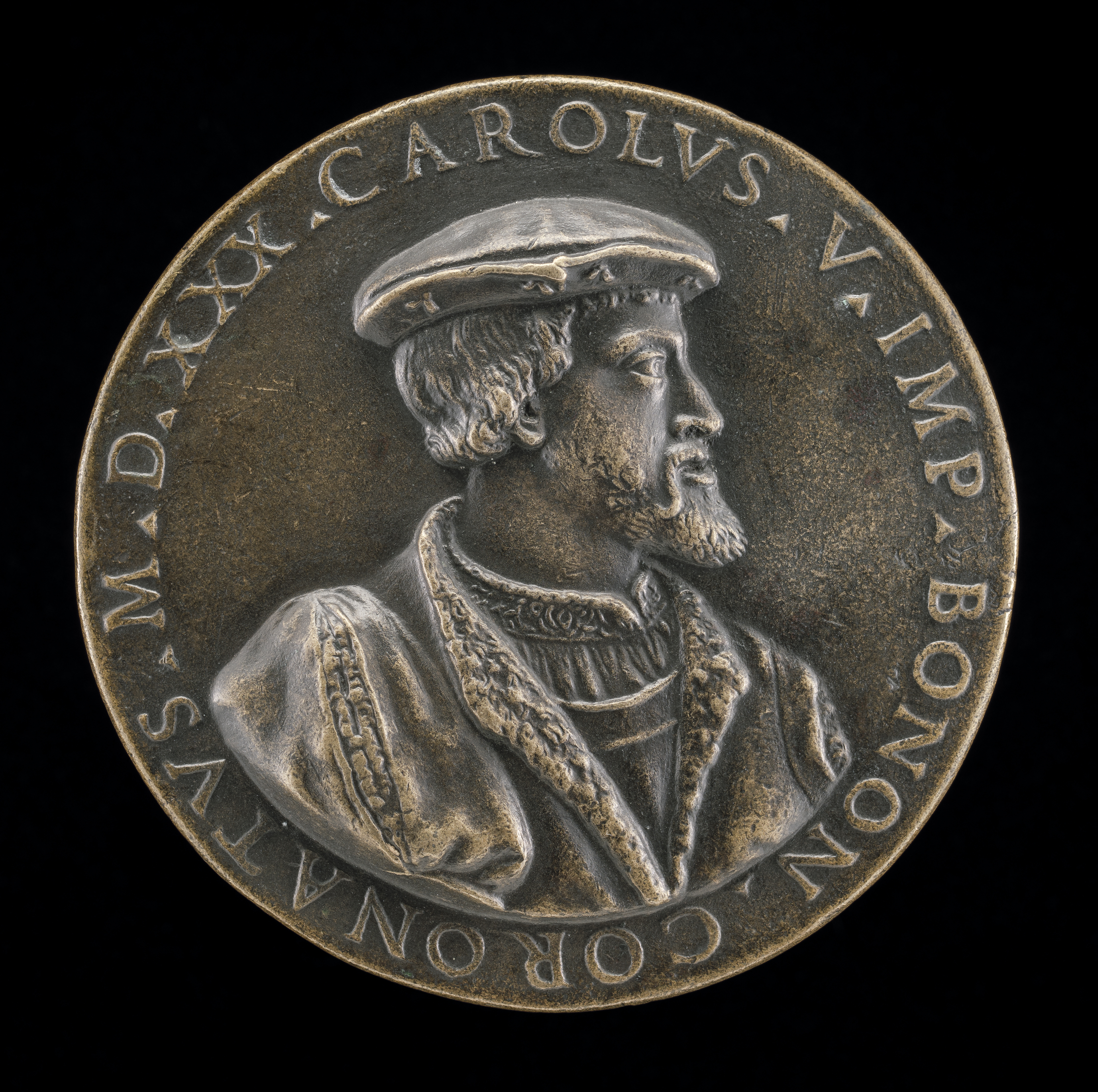
"Medalla de la Coronación de Carlos V". Juan Bernardi, 1530.

"...por la multitud de gente que había venido a ver esta coronación, Nuestro Señor por no tener ningún impedimento para ir allí desde el palacio de San Petronio, donde estaba determinado a ser coronado, y aún hacer el aparato más soberbio, mandó hacer un puente de madera, de doscientos cincuenta de largo y nueve pies de ancho, por el cual podía ir del palacio del Papa al altar mayor de San Petronio.”; en la iglesia se habían construido capillas y tribunas a semejanza de las de San Pedro del Vaticano, ricamente decoradas; la ciudad fue fortificada por razones de seguridad; La Piazza Maggiore y las puertas fueron cerradas por Antonio de Leyva y sus soldados armados para proteger a Carlos V. La Misa fue larga y solemne y el Emperador se arrodilló ante el Papa después de haber pronunciado las fórmulas rituales, recibió la corona de oro, en presencia del representantes de todos los estados italianos y de una parte considerable de la aristocracia peninsular: "... el Papa le dio al emperador las insignias de emperador, le dio el cetro de oro todo trabajado en la parte superior con el que religiosamente mandaba a las naciones, la espada desnuda con la que perseguía a los enemigos del nombre de Cristo, la manzana de oro para significar al mundo que reinaría con singular piedad, virtud y constancia, y finalmente le puso en la cabeza la corona imperial, y se arrodilló como estaba, el pie puesto, y adoró no lejos del Papa en una silla cubierta de brocado de oro d'or, pero un poco más abajo, y se llamó Emperador Romano. En la plaza esperaba Antonio de Leyva con mucha caballería e infantería armada, quien, al oír gritar que el Emperador era coronado "Viva Carlo V Imperatore Invittissimo", hizo disparar todas las grandes bombardas".

## La procesión

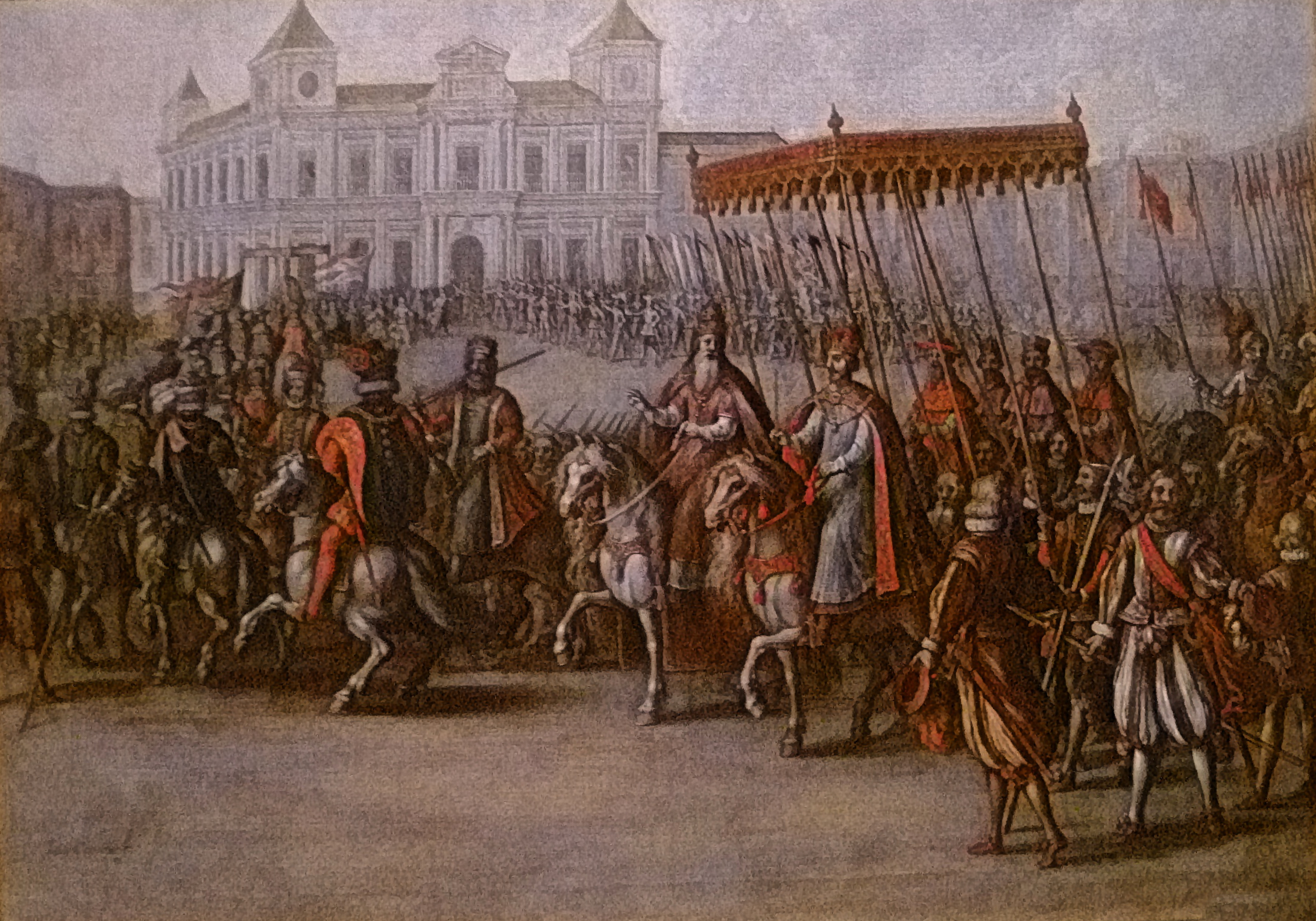
Juan de la Corte (1597-1660). "Procesión para la coronación imperial de Carlos V en Bolonia el 24 de febrero de 1530"; Museo de Santa Cruz, Toledo, España

Tras la coronación, una procesión a caballo partió de la Piazza Maggiore pasando por la Via Orefici y por las calles de la ciudad. Los dos soberanos cabalgaban bajo un palio único, seguidos por magnates, magistrados y abogados con sus respectivos estandartes, el gobernador de Bolonia, cuatro capellanes del Papa, embajadores de varios estados, varios príncipes, duques, marqueses y condes, el colegio de cardenales, varios prelados y soldados alemanes y españoles dirigidos por su capitán general. Pronto, sin embargo, la procesión se deshizo y mientras el Papa y su séquito regresaban al Palazzo Pubblico, el Emperador con otro palio continuó con su séquito para otra ceremonia, hasta la Basílica de San Domenico donde " ... fue llevado al altar mayor y colocado en el faldistorio. Se quitó la corona de la cabeza y sin corona rezó, y todos recibieron un beso de paz". Carlos V, que ya había dado muestras de su magnificencia a lo largo del camino "sembrando dinero", nombró caballeros a algunos caballeros y condes boloñeses y luego regresó al Palazzo Pubblico con su corte.